# خیابان توحید
خیابان توحید با نام قدیم خیابان پرزیدنت کندی با شماره معبر خیابان ۲۵۷ تهران یکی از خیابان های تهران است که جهت شمالی-جنوبی دارد. این خیابان یکی از خیابان‌های قدیمی تهران است که در منطقه ۶ شهرداری تهران واقع شده است و جهت شمالی-جنوبی دارد. خیابان توحید از شمال، از میدان توحید شروع شده و در جنوب به میدان جمهوری ختم می‌شود. نام پیشین این خیابان «پرزیدنت کندی» (به اختصار «کندی») بوده است.
ایستگاه متروی توحید که ایستگاه تقاطعی خط ۴ متروی تهران با خط ۷ مترو تهران است، در این خیابان واقع شده است.

## تقاطع ها
| از شمال به جنوب                   | از شمال به جنوب                                        | از شمال به جنوب |
| --------------------------------- | ------------------------------------------------------ | --------------- |
| میدان توحید                       | بزرگراه چمران خیابان ستارخان خیابان امیرلو خیابان نصرت |                 |
| BRT 4 ایستگاه میدان توحید         |                                                        |                 |
|                                   | خیابان فرصت شیرازی                                     |                 |
| ایستگاه متروی توحید               |                                                        |                 |
|                                   | خیابان آزادی                                           |                 |
| BRT 4 ایستگاه آزادی               |                                                        |                 |
|                                   | خیابان کلهر                                            |                 |
| BRT 4 ایستگاه ارومیه              |                                                        |                 |
|                                   | خیابان ارومیه                                          |                 |
| BRT 4 ایستگاه میدان جمهوری اسلامی |                                                        |                 |
| میدان جمهوری اسلامی               | بزرگراه نواب صفوی خیابان جمهوری اسلامی                 |                 |
| از غرب به شرق                     |                                                        |                 |